# Matrona cyanoptera
Matrona cyanoptera là loài chuồn chuồn trong họ Calopterygidae. Loài này được Hämäläinen & Yeh mô tả khoa học đầu tiên năm 2000.